# Půl Kila Mletýho
Půl Kila Mletýho je česká počítačová hra z roku 2009. Jedná se o volné pokračování hry Žhavé léto 3 1/2. Hru vytvořilo studio Centauri Production. Žánrově se jedná o akční hru z pohledu třetí osoby. Hra byla v recenzích hodnocena průměrně 50 %.